# Moerser SC
Der Moerser Sportclub 1985 e. V. ist ein deutscher Sportverein aus Moers, der durch seine Volleyball-Männermannschaft bekannt ist. Sie wurde Deutscher Meister, Pokalsieger und Europapokalsieger und spielte bis 2014 in der Bundesliga. In den anderen Abteilungen werden Handball und Leichtathletik angeboten.

## Volleyball

### Geschichte
Der Moerser SC wurde 1985 von Günter Krivec gegründet, als dieser die Volleyballabteilung des Moerser TV aufgrund von Meinungsverschiedenheiten über die Ausrichtung ausgliederte. Dort war er bereits als Sportler aktiv gewesen und kümmerte sich seit 1974 federführend um die Volleyballer. Der MTV war 1984 in die 2. Bundesliga aufgestiegen, in der der MSC startete und in der ihm 1986 der Aufstieg in die 1. Bundesliga gelang. Das erstmalige Gastspiel im Oberhaus dauerte jedoch nur ein Jahr. Nach dem direkten Wiederaufstieg wurde Moers dann Dritter und konnte sich für den CEV-Cup qualifizieren – den man am Ende gewann. In den beiden folgenden Jahren wurde der MSC jeweils Vizemeister und 1992, sieben Jahre nach seiner Gründung, zum bisher einzigen Mal Deutscher Meister (und somit der erste gesamtdeutsche Meister nach der Wiedervereinigung). Im Finale wurde Bayer Wuppertal mit 3:2 und 3:1 bezwungen. Der Beginn der 1990er Jahre, mit Volleyball-Legende „Hammer-Schorsch“ Georg Grozer, war die erfolgreichste Zeit des MSC.
Nach soliden Saisonergebnissen reihten sich in Folge von finanziellen Schwierigkeiten ab 2001 mehrere Ab- und Aufstiege aneinander, ehe der Moerser SC von 2006 bis 2014 bis auf eine Ausnahme jeweils mindestens das Viertelfinale der Meisterschafts-Play-offs erreichte. 2014 zog sich Moers aus finanziellen Gründen aus der Bundesliga zurück und startete in der Saison 2014/15 in der viertklassigen Regionalliga West. Nachdem in der ersten Saison der erneute Abstieg nur durch den Rückzug von Bayer Wuppertal verhindert werden konnte, gelang schon im Jahr darauf der Aufstieg in die 3. Liga. In der Saison 2016/17 gelang dem MSC der direkte Durchmarsch und die Rückkehr in die 2. Bundesliga. Hier belegte die junge Mannschaft den 7. Platz. In den folgenden Jahren steigerten sich die Adler mit den Tabellenplätzen vier und drei, obgleich die Saison 2019/20 fünf Spieltage vor dem Ende aufgrund der COVID-19-Pandemie abgebrochen wurde. Da sich Moers als einziger Zweitligist zunächst für die Lizenz für die Bundesliga beworben hatte, stand nach dem Rückzug der Erstligisten Alpenvolleys Unterhaching, Heitec Volleys Eltmann und TV Rottenburg ein Aufstieg im Raum. Diesen Lizenzantrag zog der MSC aber wenig später aus wirtschaftlichen Gründen zurück. In der Saison 2021/22 verpasste man knapp die Meisterschaft und zog sich aus wirtschaftlichen Gründen aus der 2. Bundesliga zurück.
| Saison                                                           | Liga       | Vorrunde | Punkte | Sätze | Playoffs               |
| ---------------------------------------------------------------- | ---------- | -------- | ------ | ----- | ---------------------- |
| 1984/85                                                          | 2. BL Nord | 3.       | 22:14  | 39:32 | -                      |
| 1985/86                                                          | 2. BL Nord | 1.       | 36:0   | 54:5  | -                      |
| 1986/87                                                          | BL         | 9.       | 12:24  | 26:39 | Abstieg in die 2. Liga |
| 1987/88                                                          | 2. BL Nord | 1.       | 36:0   | 54:5  | -                      |
| 1988/89                                                          | BL         | 3.       | 22:10  | 38:21 | ?                      |
| 1989/90                                                          | BL         | 2.       | 30:6   | 48:16 | Finale / 2.            |
| 1990/91                                                          | BL         | 3.       | 28:8   | 43:20 | Finale / 2.            |
| 1991/92                                                          | BL         | 2.       | 34:10  | 58:21 | Deutscher Meister      |
| 1992/93                                                          | BL         | 3.       | 28:8   | 44:18 | ?                      |
| 1993/94                                                          | BL         | 4.       | 20:16  | 39:32 | ?                      |
| 1994/95                                                          | BL         | 6.       | 14:22  | 33:39 | ?                      |
| 1995/96                                                          | BL         | 5.       | 20:16  | 38:45 | ?                      |
| 1996/97                                                          | BL         | 1.       | 28:8   | 45:16 | ?                      |
| 1997/98                                                          | BL         | 7.       | 14:22  | 27:38 | ?                      |
| 1998/99                                                          | BL         | 5.       | 18:18  | 35:33 | ?                      |
| 1999/2000                                                        | BL         | 7.       | 14:22  | 32:38 | ?                      |
| 2000/01                                                          | BL         | 10.      | 2:34   | 12:52 | -                      |
| 2001/02                                                          | 2. BL Nord | 2.       | 38:10  | 61:29 | -                      |
| 2002/03                                                          | BL         | 10.      | 8:32   | 17:53 | -                      |
| 2003/04                                                          | 2. BL Nord | 1.       | 42:6   | 69:20 | -                      |
| 2004/05                                                          | BL         | 5.       | 18:24  | 33:43 | Halbfinale / 3.        |
| 2005/06                                                          | BL         | 8.       | 20:24  | 36:43 | Viertelfinale          |
| 2006/07                                                          | BL         | 7.       | 22:22  | 43:40 | Viertelfinale          |
| 2007/08                                                          | BL         | 3.       | 32:12  | 55:23 | Halbfinale / 4.        |
| 2008/09                                                          | BL         | 4.       | 34:14  | 56:35 | Viertelfinale          |
| 2009/10                                                          | BL         | 11.      | 10:34  | 29:53 | Play-downs             |
| 2010/11                                                          | BL         | 4.       | 30:18  | 52:37 | Viertelfinale          |
| 2011/12                                                          | BL         | 4.       | 26:14  | 47:35 | Halbfinale             |
| 2012/13                                                          | BL         | 5.       | 22:18  | 39:39 | Viertelfinale          |
| 2013/14                                                          | BL         | 6.*      | 22     | 29:40 | Viertelfinale          |
| 2014/15                                                          | RL West    | 9.       | 9      | 17:50 | -                      |
| 2015/16                                                          | RL West    | 1.       | 43     | 50:20 | -                      |
| 2016/17                                                          | 3. L West  | 1.       | 41     | 46:14 | -                      |
| 2017/18                                                          | 2. BL Nord | 7.       | 40     | 50:43 | -                      |
| 2018/19                                                          | 2. BL Nord | 4.       | 37     | 47:40 | -                      |
| 2019/20                                                          | 2. BL Nord | 3.**     | 36     | 42:27 | -                      |
| 2020/21                                                          | 2. BL Nord | 3.       | 45     | 53:31 | -                      |
| 2021/22                                                          | 2. BL Nord | 2.*      | 62     | 67:21 | -                      |
| 2022/23                                                          | RL West    | 3.       | 27     | 33:21 | -                      |
| 2023/24                                                          | RL West    | 1.       | 57     | 61:14 | -                      |
| 2024/25                                                          | 3. L West  | 2.       | 50     | 56:23 | -                      |
| 2025/26                                                          | 2. BL Nord |          |        |       |                        |
| * Freiwilliger Rückzug in die Regionalliga                       |            |          |        |       |                        |
| ** Saisonabbruch kurz vor Saisonende wegen der COVID-19-Pandemie |            |          |        |       |                        |

### DVV-Pokal
Der MSC gewann insgesamt zweimal den DVV-Pokal und stand vier weitere Male im Endspiel.
1987 erreichte der Moerser Sportclub als Zweitligist schon das Pokalhalbfinale. 1991 und 1993 wurde dann jeweils das Finale erreicht und beide Male konnte Moers als Sieger vom Platz gehen. In den Jahren 2006, 2007 und 2009 erreichte der MSC ebenfalls das Endspiel im Gerry-Weber-Stadion, wo er zweimal dem VfB Friedrichshafen und einmal Generali Haching unterlag. Bei der sechsten Finalteilnahme 2013 verlor Moers mit 2:3 gegen die Bayern.

### Europapokal
Nach dem dritten Platz in der Bundesliga 1988/89 qualifizierte sich der Moerser SC zum ersten Mal für den CEV-Cup 1989/90, den er als erste deutsche Herrenmannschaft gewinnen konnten. Nach den Siegen im DVV-Pokal 1991 und 1993 nahm der Moerser SC am Europapokal der Pokalsieger teil, wo 1992 der dritte Platz erreicht wurde.
Im Challenge Cup gewann der Moerser SC in der ersten Runde aufgrund von Einreiseproblemen des Gegners kampflos gegen Odzak aus Bosnien-Herzegowina. Gegen den belgischen Vertreter Aquacare Halen konnte man sich mit 1:3 in Halen und 3:0 daheim durchsetzen und schied im 1/16-Finale nach zwei deutlichen 0:3-Niederlagen gegen OK Salonit Anhovo Kanal aus Slowenien aus.
In der Saison 2012/13 schlug der Moerser SC in der zweiten Qualifikationsrunde des Challenge Cups den luxemburgischen Vertreter VC Strassen und in der dritten Qualifikationsrunde den slowakischen Meister VK Chemes Humenné mit jeweils zwei 3:0-Siegen und schied im Achtelfinale gegen Delecta Bydgoszcz aus Polen mit 0:3 in Moers und 1:3 in Bromberg aus.

### Frauen
Die Volleyball-Frauen spielten ab 2012 in der Dritten Liga, wurden aber Ende Oktober 2013 zurückgezogen.

## Halle
Von 1985 bis 2008 spielten die Moerser im Sportzentrum Rheinkamp, ehe es wegen Mängeln im Brandschutz geschlossen werden musste und schließlich abgerissen wurde. Daraufhin spielten die „Adler“ in einer Ersatzhalle im Adolfinum, das für 100.000 Euro für die Bundesliga aufgerüstet wurde. Im Sommer 2010 entschied die Deutsche Volleyball-Liga nach zwei Jahren keine Ausnahmeregelung mehr für den Moerser SC zu gestatten, da diese Halle den Anforderungen für die Bundesliga (Hallenhöhe) nicht entspricht. Um einem Zwangsabstieg zu entgehen, wich der MSC für die kommenden zwei Jahre nach Mülheim in die RWE Sporthalle aus (die Heimspiele im CEV-Pokal trugen die Adler aber weiterhin im Adolfinum in Moers aus).
Am 18. März 2010 wurde ein Neubau einer Sporthalle auf dem Gelände des abgerissenen Sportzentrums beschlossen. Nach 18 Monaten Bauzeit wurde der Sportpark fertiggestellt. Über den Namen konnten Kunden der ENNI Gruppe entscheiden, nach Einreichung von über 70 Vorschlägen wurde aus fünf finalen Optionen der Name Enni-Sportpark Rheinkamp gewählt. Am 27. Januar 2013 trug der MSC sein erstes Heimspiel in der neuen Halle aus, allerdings unterlag man im ausverkauften Sportpark CV Mitteldeutschland mit 0:3 (21:25,24:26,18:25).

## Handball
Die Handballabteilung des MSC wurde 2009 mit den Handballern des TV Asberg und des TV Kapellen zur Moerser Adler HSG zusammengeschlossen. Die erste Mannschaft spielt derzeit in der Verbandsliga. Zur Saison 2015/16 wurde die Moerser Adler HSG im Seniorenbereich aufgelöst. Der Moerser SC gründet eine eigene Abteilung mit vier Seniorenteams. Die erste Mannschaft spielt in der Bezirksliga. Seit der Saison 2021/2022 ist der Moerser SC in einer Kooperation mit der HSG Krefeld im Amateurbereich. Die zweite Mannschaft ist in der Saison 2021/2022 in die Kreisliga abgestiegen.

## Basketball
1989 wurde eine Basketballabteilung gegründet. Die verwickelte Geschichte des Basketballs in Moers sollte in ruhiges Fahrwasser gebracht werden und es sollte an die Erfolge des FBC Rheinkamp bzw. Moerser TV angeknüpft werden. Die Erfolge ließen nicht auf sich warten: bereits in der ersten Saison wurde die männliche C- und B-Jugend Kreismeister. Die männliche B-Jugend gehörte danach zu den stärksten in ganz Nordrhein-Westfalen. 1991 gelang der Männermannschaft der Sieg im Niederrheinpokal. Die Abteilung entwickelte sich nicht wie gewünscht, so dass bereits 1992 der erste Austritt erfolgte. 1996 dann ein Neuanfang. Mit Hilfe des damaligen Abteilungsleiter Ron Greenwade gab es ebenfalls schnelle Erfolge. Greenwade hatte vorher bei der BG Lintfort in der Oberliga gespielt und führte die Männer aus der 2. Kreisliga sofort in die 1. Kreisliga (er erzielte dabei in einem Spiel 105 Punkte!). 1998 wurde dann die weibliche B-Jugend Kreismeister. Dieser Versuch war wenig erfolgreich. Greenwade verließ den Verein, ein Jahr wurde der Spielbetrieb mit zwei Jugendmannschaften noch fortgeführt, dann kam 2000 das endgültige Aus.

## Bekannte Sportler
- Günter Krivec, Leichtathletik, Olympiateilnehmer 1964
- Georg Grozer senior, Volleyball
- Georg Grozer junior, Volleyball, Olympiateilnehmer 2012
- Guido Görtzen, Volleyball, Olympiasieger 1996, Olympiateilnehmer 2000, 2004
- Peter Blangé, Volleyball, Olympiasieger 1996, Silbermedaille Olympische Spiele 1992, Olympiateilnehmer 1988
- Marko Klok, Volleyball, Silbermedaille Olympische Spiele 1992
- Rajko Jokanović, Volleyball, Bronzemedaille Olympische Spiele 1996
- Jonas Reckermann, Beachvolleyball, Olympiasieger 2012
- Misha Latuhihin, Volleyball, Olympiasieger 1996
- Ronald Zoodsma, Volleyball, Silbermedaille Olympische Spiele 1992, Olympiateilnehmer 1988
- Rob Grabert, Volleyball, Olympiasieger 1996, Olympiateilnehmer 1988
- Liu Changcheng, Volleyball, Olympiateilnehmer 1984
- Jānis Šmēdiņš, Beachvolleyball, Bronzemedaille Olympische Spiele 2012
- Timo Wess, Hockey, Olympiasieger 2008 und 2012, Bronzemedaille Olympische Spiele 2004
- Benjamin Wess, Hockey, Olympiasieger 2008 und 2012
- Diego Gutiérrez, Volleyball, Olympiateilnehmer 2004
- Dirk-Jan van Gendt, Volleyball, Olympiateilnehmer 2004
- Nico Freriks, Volleyball, Olympiateilnehmer 2004
- Lukas Kampa, Volleyball, Olympiateilnehmer 2012
- Markus Dieckmann, Beachvolleyball, Olympiateilnehmer 2004